# Mathew Knowles
Mathew Knowles (né le 9 janvier 1951 à Gadsden en Alabama) est un dirigeant de musique et manager américain.

## Carrière

### Manager et producteur
Mathew Knowles est un ancien élève de l'université Fisk de Nashville dans le Tennessee. Pendant ses études à Fisk, il appartenait à un certain nombre d'organisations d'étudiants, dont la fraternité Omega Psi Phi et le chapitre "Marchin'" Eta Psi. Après avoir eu son baccalauréat en arts en 1975, il travaille pour la société d'imagerie Xerox. Bien que son travail soit très attirant financièrement (il touche un salaire à six chiffres), il cherche un plus grand challenge. Il quitte son travail à Xerox pour manager le groupe de chant de sa fille aînée, Girl's Tyme, le précurseur de ce qu'allait devenir les Destiny's Child. Destiny's Child, maintenant disparue, va devenir l'un des groupes les plus vendues aux États-Unis. Knowles a travaillé comme producteur ou producteur exécutif sur beaucoup de solo de groupe et de projets collectifs. En plus de son travail dans la musique, Knowles est également l'un des producteurs exécutifs du thriller de 2009 Obsessed, où joue sa fille aînée Beyoncé.

### CEO
En 2003, Knowles fonde son propre label de disques, Music World Entertainment. Le label est une division de Columbia Records lui-même label du major Sony Music Entertainment. Le label MWE produit beaucoup d'artistes comme Beyoncé Knowles, Michelle Williams, Kelly Rowland, Solange Knowles, Sunshine Anderson, Trin-i-tee 5:7, The Pastor Rudy Experience, et J. Xavier.
Mathew Knowles gère également Music World Music, la division label de Music World Entertainment. La division consiste à quatre parties ; Music World Kids, Compadre Records, Spirit Rising, et le label numérique Hits Revealed. Le fichier des artistes de Music World include des artistes qui ont signé chez des majors partenaires comme Columbia, Geffen Records et Interscope Records.

## Vie personnelle
Mathew Knowles s'est marié à la styliste et propriétaire de House of Deréon Tina Knowles en 1980. Ensemble, ils ont eu deux filles, les chanteuses R'n'B Beyoncé et Solange Knowles, qui sont toutes les deux managées par leur père. Mathew Knowles et sa famille sont membres de l'église méthodiste St. John à Houston au Texas. Le 11 novembre 2009 et après 31 ans de mariage, Tina Knowles demande le divorce après que plusieurs articles sur la liaison de Mathew avec l'actrice Alexsandra Wright ont fait surface. Les articles sont allés jusqu’à dire que Wright était enceinte d'un enfant de Knowles. Après que l'enfant, appelé Nixon Wright, est né, Tina Knowles demande qu'un test de paternité soit effectué, étant donné qu'il avait reconnu avoir eu une liaison avec Alexsandra Wright. Le test de paternité est positif et Knowles doit payer une pension alimentaire à Nixon Wright et à Alexsandra Wright.
En 2012, il entretient une relation avec l'ancien mannequin Gena Charmaines Avery. Ils se sont mariés le 30 juin 2013 à Houston au Texas. Beyoncé
 et Solange Knowles ne se sont pas rendues à la cérémonie car elles avaient déjà d'autres engagements